# Сарнув (Люблінське воєводство)
Сарнув (пол. Sarnów) — село в Польщі, у гміні Станін Луківського повіту Люблінського воєводства.
Населення — 830 осіб (2011).
У 1975-1998 роках село належало до Седлецького воєводства.

## Демографія
Демографічна структура станом на 31 березня 2011 року:
|          | Загалом | Допрацездатний вік | Працездатний вік | Постпрацездатний вік |
| -------- | ------- | ------------------ | ---------------- | -------------------- |
| Чоловіки | 405     | 118                | 256              | 31                   |
| Жінки    | 425     | 132                | 221              | 72                   |
| Разом    | 830     | 250                | 477              | 103                  |